# Tennis de taula als Jocs Olímpics d'estiu 2008 - Homes individual
El tennis de taula o ping-pong individual masculí es va celebrar als Jocs Olímpics d'Estiu de 2008, celebrats a Pequín. Es feu aquesta competició al Gimnàs de la Universitat de Pequín entre els dies 19 i 23 d'agost.
Els atletes participants sumaven un total de 77, distribuïts en 44 països. La competició consistia en partits d'eliminació directa, a més d'incloure un partit per disputar-se la medalla de bronze entre els dos perdedors de les semifinals.
Com era d'esperar, les tres medalles entregades foren per a xinesos. La quarta posició fou pel suec Jörgen Persson, l'únic no-xinès que va arribar a les semifinals.

## Posicions
- Ma Lin
- Wang Hao
- Wang Liqin
- 4t:  Jörgen Persson
- Eliminats a quarts de final:  Ko Lai Chak,  Zoran Primorac,  Tan Ruiwu,  Oh Sang Eun